# フェルディナント・ラウプ

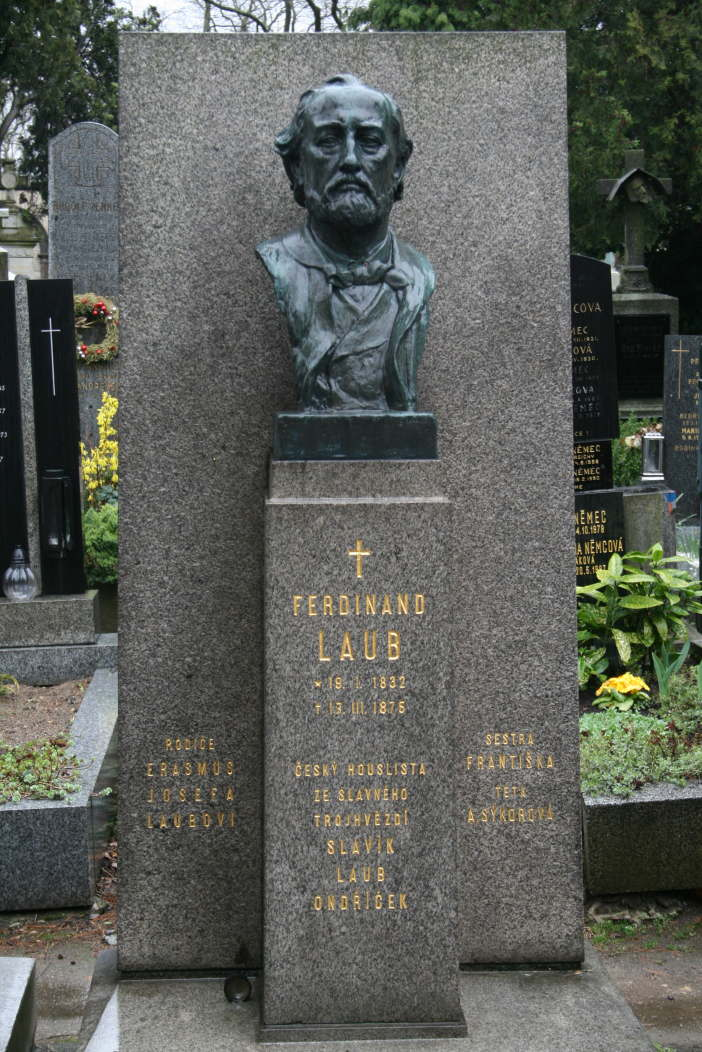
ラウプの墓

フェルディナント・ラウプ（Ferdinand Laub, 1832年1月19日 プラハ - 1875年3月17日 ボルツァーノ近郊）は、チェコのヴァイオリニスト、作曲家。

## 略歴
父エラスムス（Erasmus Laub, 1794年 - 1865年）は当時の著名なヴァイオリニスト、音楽教師。6歳で公開の場に出演し、1847年2月27日に10歳で最初の自分ひとりの演奏会を開いた。1843年から1846年までプラハ音楽院に学び、1846年3月29日には、エクトル・ベルリオーズとフランツ・リストの前で演奏を行なっている。ベルリオーズによってパリに向かったが、結局ウィーンに落ち着いてヴィルトゥオーゾとしての活動を開始し、オーストリア皇帝フェルディナント1世に宮廷楽団員として2年間仕えた。
1850年にヨーロッパ中を巡演し、1851年のロンドン万国博覧会では、批評家からシャルル＝オーギュスト・ド・ベリオやアンリ・ヴュータンと並ぶ世界的な巨匠として称賛された。1853年から1855年まで楽長リストの下でヴァイマル宮廷楽団のコンサートマスターに就任し、1855年から1862年までベルリンのシュテルン音楽院の教授を務めた。その後1857年から1865年までプラハ、デンマーク、ウィーン、サンクトペテルブルク、ベルギー、フランス、オランダを訪れ演奏旅行を行い、イングランドやノルウェー、スウェーデンに行ってアデリーナ・パッティと共演した。1860年にイェーテボリにベドルジハ・スメタナを訪ね、共同で演奏会を2度開いた。
1863年にヨーゼフ・マイゼーダーの後任としてオーストリア宮廷演奏家となる。1866年にモスクワ音楽院教授に任命され、ロシア音楽協会のコンサートマスターや弦楽五重奏団の第1ヴァイオリン奏者も務めた。ピョートル・チャイコフスキーはラウプを「現代の最も偉大なヴァイオリニスト」と呼び、ラウプの死後、1876年の《弦楽四重奏曲 第3番 変ホ短調》作品30をラウプの霊前に捧げた。ラウプはチャイコフスキーの《弦楽四重奏曲 第1番》と《第2番》の初演で第1ヴァイオリンを受け持っており、チャイコフスキーの作品の理解者であった。
1874年に肺病のために活動を停止せざるを得なくなる。カルロヴィ・ヴァリに転地した後、メラーノの湯治場に向かう道中で他界した。ヴィシェフラド民族墓地に埋葬されている。
ヴィルトゥオーゾやコンサートマスターとしてだけでなく、音楽教師としても名を揚げ、門下にアドルフ・ブロツキーやヤン・フジマリーを擁している。同じくヴァイオリニストや作曲家となった息子ヴァーシャ（Váša, 1857年 - 1911年）も指導した。ラウプはまた詩人でもあった。作曲家としては、いくつかの小品や《弦楽四重奏曲 嬰ハ短調》を遺した。

## 参考資料
- Bohuslav Šich: Ferdinand Laub, Prag 1951